# Klaus Brueske
Klaus Brueske (ur. 14 września 1938 w Berlinie, zm. 18 kwietnia 1962 tamże) – ofiara śmiertelna Muru Berlińskiego zmarła wskutek wypadku podczas próby przedostania się do Berlina Zachodniego poprzez sforsowanie umocnień granicznych.

## Życiorys
Wraz z ośmiorgiem rodzeństwa Brueske wychowywał się i dorastał w dzielnicy Friedrichshain. Po przerwanej nauce do zawodu murarza pracował jako kierowca ciężarówki w zachodnioberlińskich zakładach AEG. Po budowie muru pozostał w Berlinie Wschodnim, gdzie również znalazł zatrudnienie jako kierowca. Niezadowolony z sytuacji politycznej w NRD rozpoczął wraz z kilkoma przyjaciółmi planowanie ucieczki. Grupa postanowiła wykorzystać do tejże ciężarówkę z zakładu, w którym pracował Brueske, chcąc przełamać przy jej pomocy system umocnień na przejściu granicznym do Berlina Zachodniego.

## Ucieczka
Pod pozorem przeprowadzki 17 kwietnia 1962 r. Brueske wypożyczył ze swojego zakładu pracy ciężarówkę, wyładowując następnie jej skrzynię ładunkową piaskiem. Wieczorem tego samego dnia spotkał się z grupą sześciu przyjaciół chcących również wziąć udział w ucieczce. Przed podjęciem tejże grupa udała się do jednego z lokali, aby napić się dla kurażu alkoholu. Udając się już do ciężarówki uciekinierzy trafili na patrol Volkspolizei, w związku z czym rozdzielili się w celu uniknięcia podejrzeń. Podczas późniejszego spotkania przy ciężarówce okazało się, iż trzy osoby zrezygnowały z ucieczki. Brueske usiadł za kierownicą, obok niego zajął miejsce Lothar K., trzeci z uciekinierów, Peter G., położył się na skrzyni ładunkowej. Około północy jadący z prędkością ok. 70 km/h pojazd zbliżył się do przejścia granicznego przy Heinrich-Heine-Straße, przełamując przy tym dwa pierwsze szlabany. Jeden z pełniących służbę żołnierzy wojsk granicznych otworzył ogień, oddając łącznie 14 strzałów i trafiając przy tym w kabinę ciężarówki, która zatrzymała się dopiero uderzając o odcinek muru znajdujący się już poza linią graniczną. Ranni uciekinierzy zabrani zostali do szpitala Am Urban, w którym Brueske zmarł. Sekcja zwłok wykazała, iż przyczyną jego śmierci nie były dwie rany postrzałowe w okolicy karku, lecz zginął zasypany piaskiem, który wskutek uderzenia o mur dostał się do kabiny kierowcy.
Zmarłego pochowano na cmentarzu w zachodnioberlińskiej dzielnicy Lübars. W 1966 r. wspólnota „Arbeitsgemeinschaft 13. August“ ufundowała na przejściu granicznym przy Heinrich-Heine-Straße krzyż pamięci, upamiętniając oprócz ofiary wypadku także i zmarłego w tym samym miejscu Heinza Schönebergera.
Po zjednoczeniu Niemiec prokuratura w Berlinie wszczęła postępowanie przeciwko strzelającemu żołnierzowi. Wyrokiem sądu skazano go w 1998 r. na karę 14 miesięcy pozbawienia wolności w zawieszeniu.